# Oratorio della Madonna dei Terremoti
Oratorio della Madonna dei Terremoti är ett oratorium i frazione Scarperia i kommunen Scarperia e San Piero i Toscana, helgat åt Jungfru Maria. Oratoriet är beläget vid Viale J. F. Kennedy och uppfördes ursprungligen under 1500-talet; det föregicks av en litet gatukapell. Under slutet av 1800-talet byggdes oratoriet om i nygotisk stil.
Fresken Tronande Madonna med Barnet är utförd av Filippo Lippi eller av Maestro di Pratovecchio, en anonym konstnär som emellanåt identifieras med Giovanni di Francesco da Rovezzano.

## Bilder
| - Fresken Tronande Madonna med Barnet. |